# 九原区
九原区（きゅうげん-く）は、中華人民共和国内モンゴル自治区包頭市に位置する市轄区。

## 行政区画
4ジュール・ゴドムジ（街道）、3バルガス（鎮）、1ソム（蘇木）を管轄
- 街道弁事処
  - 沙河街道
  - サイハン・ジュール・ゴドムジ（賽汗街道）
  - サルール・ジュール・ゴドムジ（薩如拉街道）
  - バインシル・ジュール・ゴドムジ（白音席勒街道）
- バルガス（鎮）：
  - 麻池鎮
  - ハリンゲル・バルガス（哈林格爾鎮）
  - ホイェル・ホダグ・バルガス（哈業胡同鎮）
- ソム（蘇木）：アガルタイ・ソム（阿嘎如泰蘇木）